# Bush Doctor
Bush Doctor är ett album av reggaemusikern Peter Tosh, utgivet 1978. The Rolling Stones-medlemmarna Mick Jagger och Keith Richards medverkar på albumet. Richards spelar gitarr på "Bush Doctor" och "Stand Firm" och Jagger sjunger tillsammans med Tosh "(You Gotta Walk) Don't Look Back".

## Låtlista
1. "(You Gotta Walk) Don't Look Back" (Smokey Robinson/Ronald White) - 3:46
2. "Pick Myself Up" (Peter Tosh) - 3:58
3. "I'm the Toughest" (Peter Tosh) - 3:53
4. "Soon Come" (Bob Marley/Peter Tosh) - 3:59
5. ""Moses" the Prophet" (Peter Tosh) - 3:38
6. "Bush Doctor" (Peter Tosh) - 4:07
7. "Stand Firm" (Peter Tosh) - 6:12
8. "Dem Ha Fe Get a Beatin'" (Peter Tosh) - 4:15
9. "Creation" (Peter Tosh) - 6:27